# Liste der Monuments historiques in Villandraut
Die Liste der Monuments historiques in Villandraut führt die Monuments historiques in der französischen Gemeinde Villandraut auf.

## Liste der Bauwerke
| Bezeichnung      | Beschreibung | Standort | Kennzeichnung | Schutzstatus | Datum | Bild |
| ---------------- | ------------ | -------- | ------------- | ------------ | ----- | ---- |
| Burg Villandraut |              | (Lage)   | PA00083861    | Classé       | 1886  |      |